# Pierre Mauger-Violleau
Pour les articles homonymes, voir Pierre Mauger et Mauger.
Pierre Mauger-Violleau est un homme politique français né le 3 novembre 1867 à Bracieux (Loir-et-Cher) et décédé le 6 novembre 1924 à Cheverny (Loir-et-Cher).

## Biographie
Horloger à Contres, il est conseiller municipal en 1912 et maire de Contres en 1919. Il est également conseiller d'arrondissement. Il est député de Loir-et-Cher de mai à novembre 1924, inscrit au groupe Républicain-socialiste.
Il est le père de Robert Mauger, député socialiste de Loir-et-Cher.